# Mirafra pulpa
Cotovia-de-friedmann ou cotovia-assobiadora (Mirafra pulpa) é uma espécie de ave da família Alaudidae.
Pode ser encontrada nos seguintes países: Etiópia, Quénia e Tanzânia.
Os seus habitats naturais são: campos de gramíneas subtropicais ou tropicais secos de baixa altitude.